# Астрономічна обсерваторія «Амірал Василе Урсяну»
Астрономічна обсерваторія «Амірал Василе Урсяну» (рум. Observatorul Astronomic „Amiral Vasile Urseanu”) — астрономічна обсерваторія в Бухаресті, єдина громадська обсерваторія в столиці Румунії. 
Носить ім'я адмірала Василе Урсяну, який в 1908—1910 роках збудував будівлю обсерваторії для аматорського астрономічного товариства. З 1933 в будівлі обсерваторії розміщувалась картинна галерея, а з 1950 — Музей експериментальних наук.
Обсерваторія проводить екскурсії, спостереження неба для відвідувачів. Обсерваторія має кілька невеликих телескопів — від сучасних серійних аматорських моделей до 15-сантиметрового рефрактора початку XX століття, який на момент створення був третім за розміром телескопом в Румунії.

## Історія
Будівля була побудована в 1908—1910 роках для адмірала Василе Урсяну за проєктом архітектора Іона Беріндея, щоб служити астрономічною обсерваторією заснованого Віктором Анестиним Румунського астрономічного товариства Каміля Фламмаріона (рум. Societății Astronomice Române „Camille Flammarion”). Обсерваторія була обладнана цейссівським телескопом-рефрактором з діаметром об'єктива 15 см і фокусною відстанню 2,7 м. На той час цей телескоп був третім за розміром у країні.
Після смерті адмірала Василе Урсяну (1926) телескоп був демонтований і схований у підвалі будівлі, а астрономічна діяльність групи припинилася. Іоана Урсяну, вдова адмірала, подарувала будівлю мерії Бухареста.
Мерія вирішила розмістити в будівлі Бухарестську Пінакотеку — колекцію картин, створену 1 червня 1933 року за указом короля Румунії Кароля II.

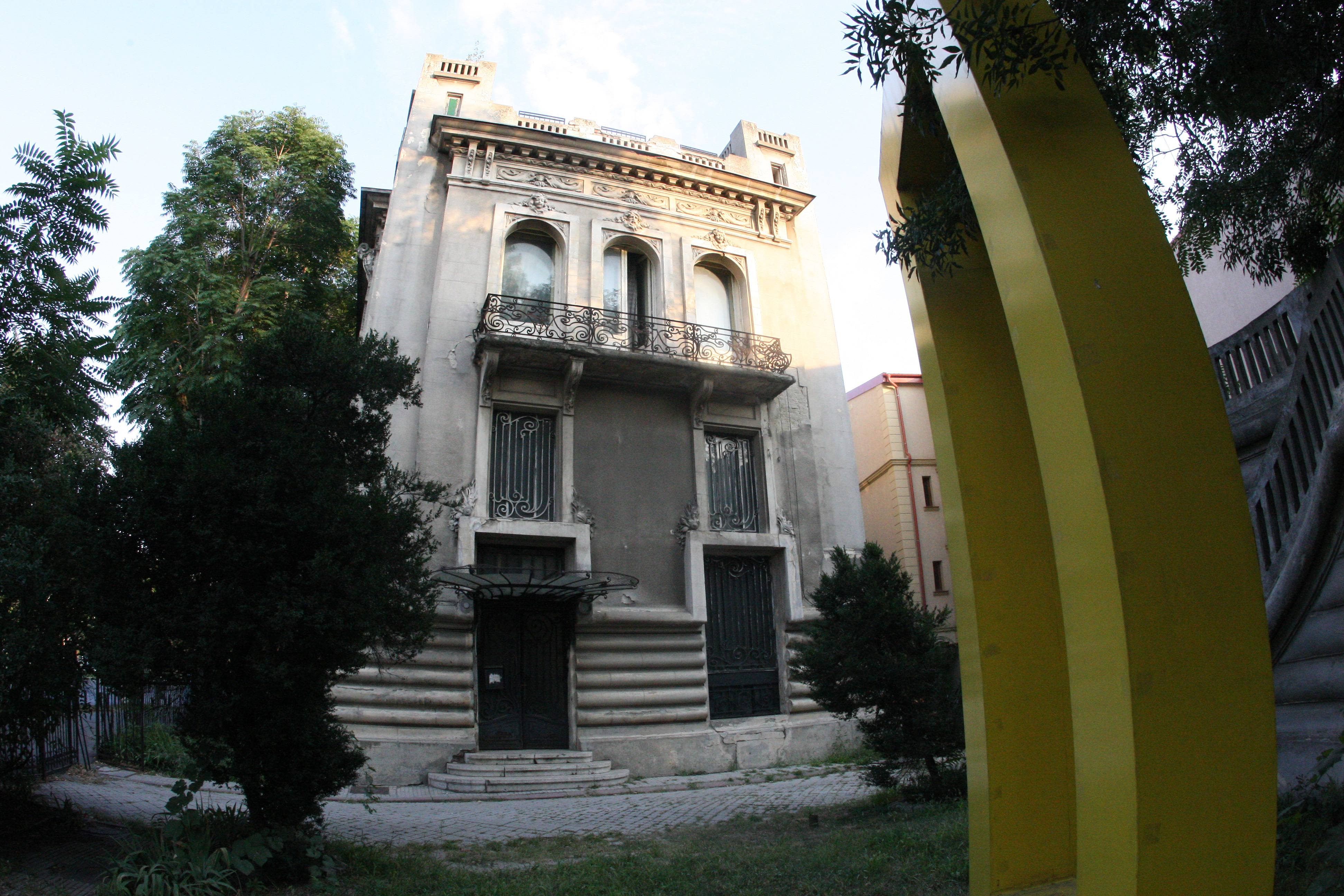
Задня частина обсерваторії

У 1941 році, після смерті Іоани Урсяну, в залі будівлі, де розміщувалася художня галерея, відкрили меморіальну дошку на честь засновників художньої галереї Бухареста віцеадмірала Василе Урсяну та Іоани Урсяну з такими словами: «Після життя праці та віри вони подарували це місце як притулок для мистецтва та привід для духовного піднесення».
У 1949 році найцінніші картини Пінакотеки передано Національній галереї, решта картин утворила Художній музей муніципалітету Бухареста, який об'єднався з Історичним музеєм Бухареста, а в будівлі був заснований Музей експериментальних наук, урочисто відкритий 1 травня 1950 року. Це повернуло функцію будівлю до її первісного призначення — астрономічної обсерваторії. 
Нині обсерваторія належить музею муніципалітету Бухареста і відкрита для відвідування. Будівля, в якій вона розташована, є пам'яткою історії. Кожного ясного вечора обсерваторія відкрита для відвідувачів, які можуть побачити в телескопи Місяць, планети та інші небесні об'єкти, подвійні зорі, зоряні скупчення, галактики. Співробітники обсерваторії проводять екскурсії та відповідають на запитання відвідувачів.

## Директори
- Матей Алексеску[ro] (директор в 1957—1968)
- Іоан Корвін Сангеорзан (1968—1982)
- Гаральд Александреску[ro] (1984—2005)[5]

## Обладнання

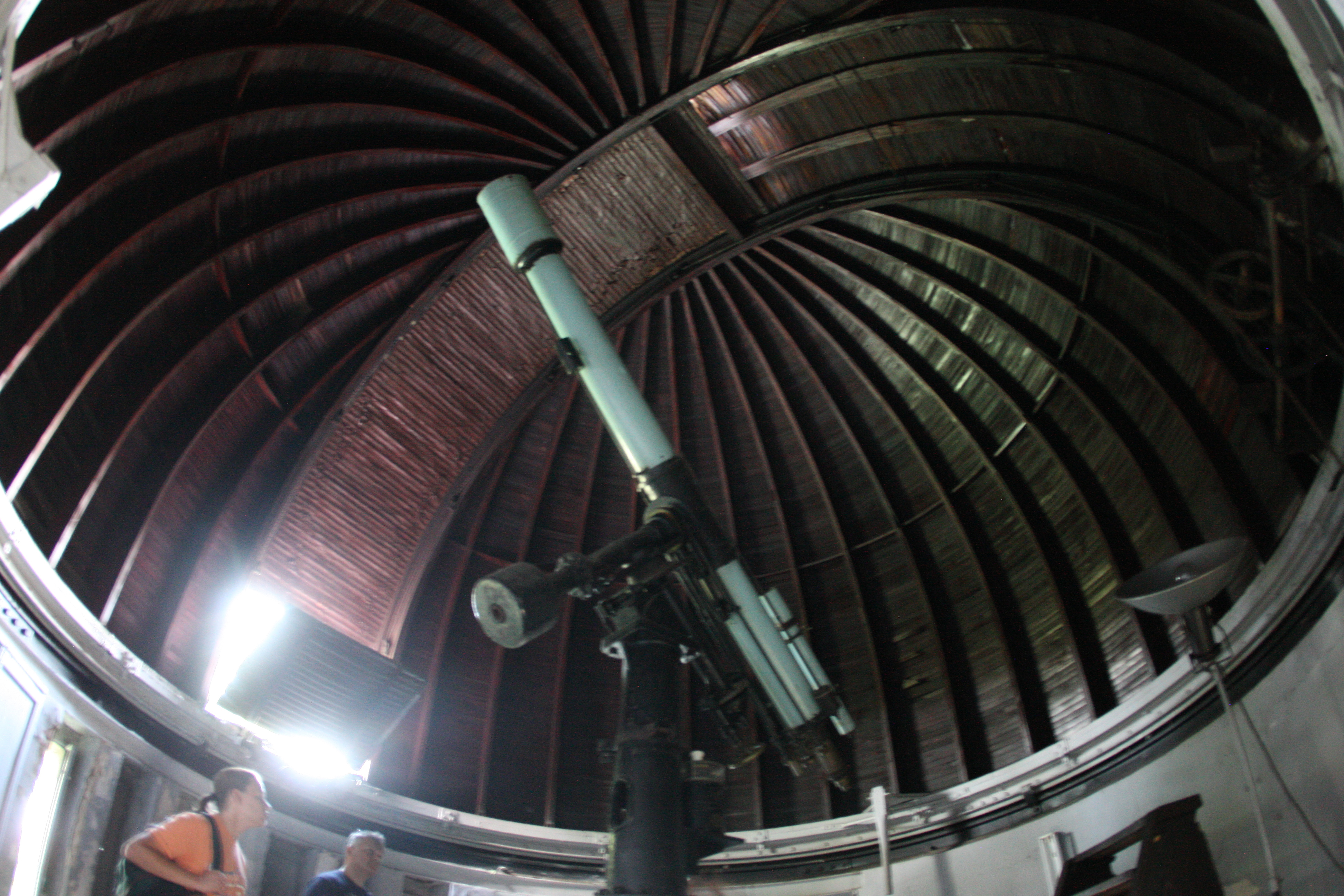
Купол зі старим телескопом

Астрономічна обсерваторія «Амірал Василе Урсяну» в Бухаресті володіє такими астрономічними телескопами:
- Цейссівський рефрактор з діаметром об'єктива 15 см і фокусною відстанню 2,695 м на цессівському монтуванні. Він був встановлений в 1910 році.
- Астрономічний рефрактор Ґерца з діаметром об'єктива 9 см на цессівському монтуванні. Датується 1950-ми роками.
- Цейссівський екваторіальний телескоп з діаметром об'єктива 8 см і фокусною відстанню 1,2 м.
- Азимутальний рефрактор з діаметром об'єктива 8 см і фокусною відстанню 50 см.
- Телескоп Meade LX200R з діаметром об'єктива 30,5 см і кріпленням GoTo, керованим за GPS. У 2008 році його подарував обсерваторії Альфа-Банк.
- Сонячний телескоп Coronado PST, теж подарований Альфа-Банком у 2008 році.